# Philipp Bozzini

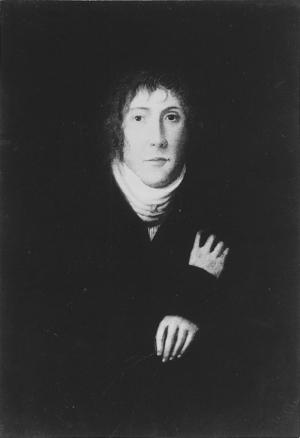
Philipp Bozzini, Selbstporträt

Philipp Bozzini (* 25. Mai 1773 in Mainz; † 4. April 1809 in Frankfurt am Main) war ein deutscher Arzt und Erfinder. Er gilt heute als Entdecker der medizinischen Endoskopie.

## Leben und Beruf
Bozzini wurde als Sohn des italienischen Einwanderers Nicolaus Bozzini de Bozza und der Frankfurterin Anna Maria Florentin de Cravatta 1773 in Mainz geboren. Nach seiner Schulausbildung nahm Bozzini ein Studium der Medizin an der Universität Mainz auf, wo er unter anderem Student bei Samuel Thomas Soemmerring war. Unter dem Einfluss von Georg von Wedekind trat er dem Mainzer Jakobinerklub bei und leistete den Eid auf die revolutionäre Verfassung. Zur Vertiefung seines Studiums wechselte er 1794 an die Universität Jena, um bei Christian Gottfried Gruner (1744–1815) theoretische Medizin zu hören. Zu seinen Lehrern in Jena zählten auch Christoph Wilhelm Hufeland, Hofmedikus in Weimar und Justus Christian Loder. Philipp Bozzini kehrte 1796 nach Mainz zurück, wo er im Sommer des gleichen Jahres promovierte und am 13. Juli 1796 zum außerordentlichen Assessor der Medizinischen Fakultät ernannt wurde. Er ließ sich als praktischer Arzt zunächst in Mainz, nach dem Frieden von Lunéville in Frankfurt am Main, wo Verwandte seiner Mutter lebten, nieder. Am 10. Mai 1803 erhielt er das Frankfurter Bürgerrecht.
1806 konstruierte Bozzini erstmals ein von ihm als Lichtleiter bezeichnetes starres medizinisches Endoskop, bestehend aus einem Beleuchtungsapparat, bei dem sich in einem gefensterten Rohr eine Wachskerze und ein Konkavspiegel (Hohlspiegel) befinden. Ergänzend verwandte er den Körperöffnungen entsprechende Spekula. 
Nachdem er den von ihm konstruierten Lichtleiter in verschiedenen Veröffentlichungen und Demonstrationen vorgestellt hatte, verkaufte er das Instrument 1806 auf Vermittlung von Erzherzog Karl nach Wien zur Begutachtung. Das Gutachten der Josephs-Akademie lobte seine „genialische Kunsterfindung“, während die medizinische Fakultät der Universität die Erfindung als „bloßes Spielwerk“ abtat. Aufgrund dieses Urteils wurde ihre Bedeutung viele Jahre verkannt. Erst lange nach seinem Tod wurde sie neu entdeckt. 1865 führte der Laryngologe Morell Mackenzie die Entwicklung des Laryngoskops auf Bozzinis Erfindung zurück. 1879 präsentierte der Dresdner Arzt Maximilian Nitze das erste elektrisch beleuchtete Cystoskop in Wien.
Nach dem Ende des Heiligen Römischen Reiches 1806 wurde die Reichsstadt Frankfurt von Fürstprimas Karl Theodor von Dalberg mediatisiert. Bozzini erwarb sich das Vertrauen Dalbergs und wurde von ihm am 19. Mai 1808 als Landphysicus ernannt. In dieser Funktion kümmerte sich Bozzini insbesondere um die Bevölkerung der Frankfurter Dörfer. Bei einer Typhusepidemie 1809 rettete er 42 Menschen, ehe er selbst der Krankheit erlag.

## Werke (Auswahl)
Zu seinen hinterlassenen Werken gehört das Original seines Lichtleiters, das seit 2002 im Josephinum in Wien ausgestellt ist. Bozzini konstruierte außerdem einen Repositor für den Nabelschnurvorfall und einen Flugapparat.
Darüber hinaus verfasste er wissenschaftliche Studien, unter anderem über die künstliche Ernährung von Säuglingen, die häutige Bräune (unvollendete Preisschrift für die Pariser Akademie) sowie Materialien für eine historisch-physikalische Beschreibung der zu Frankfurt gehörenden Dorfschaften. 